# Turgor
Túrgor je pritisk celične vsebine na celično steno; torej o turgorju govorimo le pri celicah, ki imajo celično steno (rastlinske, glivne in nekatere bakterijske celice). Ustvarja ga hidrostatski tlak zaradi ozmoze, ki pritiska celično membrano ob celično steno.